# Hydrellia wirthiana
Hydrellia wirthiana är en tvåvingeart som beskrevs av Deonier 1997. Hydrellia wirthiana ingår i släktet Hydrellia och familjen vattenflugor.
Artens utbredningsområde är Sydkorea. Inga underarter finns listade i Catalogue of Life.